# Ergasilus polynemi
Ergasilus polynemi is een eenoogkreeftjessoort uit de familie van de Ergasilidae. De wetenschappelijke naam van de soort is voor het eerst geldig gepubliceerd in 1952 door Redkar, Rangnekar & Murti.